# Sambavar Vadagarai
Sambavar Vadagarai là một thị xã panchayat của quận Tirunelveli thuộc bang Tamil Nadu, Ấn Độ.

## Nhân khẩu
Theo điều tra dân số năm 2001 của Ấn Độ, Sambavar Vadagarai có dân số 14.438 người. Phái nam chiếm 49% tổng số dân và phái nữ chiếm 51%. Sambavar Vadagarai có tỷ lệ 54% biết đọc biết viết, thấp hơn tỷ lệ trung bình toàn quốc là 59,5%: tỷ lệ cho phái nam là 65%, và tỷ lệ cho phái nữ là 44%. Tại Sambavar Vadagarai, 12% dân số nhỏ hơn 6 tuổi.